# Coupe du monde de course en ligne de canoë-kayak 2011
Navigation
Coupe du monde de course en ligne 2010 Coupe du monde de course en ligne 2012
La Coupe du monde de course en ligne en canoë-kayak, organisée par la Fédération internationale de canoë, se déroule du 6 mai au 21 août 2011.

## Calendrier
| Date          | Ville     | Pays      |
| ------------- | --------- | --------- |
| 6 au 8 mai    | Poznań    | Pologne   |
| 20 au 22 mai  | Račice    | Tchéquie  |
| 27 au 29 mai  | Duisbourg | Allemagne |
| 17 au 21 août | Szeged    | Hongrie   |

## Résultats

### K1 - 200 m
| Étapes    | Hommes             | Hommes   |                     | Femmes   | Femmes |
| Étapes    | Vainqueur          | Temps    | Vainqueur           | Temps    |        |
| Poznań    | Edward McKeever    | 37 s 794 | Marta Walczykiewicz | 44 s 857 |        |
| Račice    | Edward McKeever    | 36 s 537 | Teresa Portela      | 41 s 970 |        |
| Duisbourg | Piotr Siemionowski | 35 s 763 | Lisa Carrington     | 40 s 906 |        |
| Szeged    | Piotr Siemionowski | 34 s 770 | Lisa Carrington     | 39 s 998 |        |

### K2 - 200 m
| Étapes    | Hommes                               | Hommes   |
| Étapes    | Vainqueur                            | Temps    |
| Poznań    | Arnaud Hybois / Sébastien Jouve      | 34 s 606 |
| Račice    | Arnaud Hybois / Sébastien Jouve      | 32 s 371 |
| Duisbourg | Krists Straume / Aleksejs Rumjancevs | 32 s 778 |
| Szeged    | Arnaud Hybois / Sébastien Jouve      | 31 s 940 |

### C1 - 200 m
| Étapes    | Hommes              | Hommes   |
| Étapes    | Vainqueur           | Temps    |
| Poznań    | Iurii Cheban        | 42 s 654 |
| Račice    | Ivan Shtyl          | 40 s 570 |
| Duisbourg | Ivan Shtyl          | 39 s 918 |
| Szeged    | Valentin Demyanenko | 39 s 339 |

### K1 - 500 m
| Étapes    | Femmes           | Femmes         |
| Étapes    | Vainqueur        | Temps          |
| Poznań    | Nicole Reinhardt | 2 min 01 s 075 |
| Račice    | Alana Nicholls   | 1 min 52 s 749 |
| Duisbourg | Kristina Zur     | 1 min 50 s 492 |
| Szeged    | Nicole Reinhardt | 1 min 47 s 066 |

### K2 - 500 m
| Étapes    | Femmes                              | Femmes         |
| Étapes    | Vainqueur                           | Temps          |
| Poznań    | Beata Mikolajczyk / Aneta Konieczna | 1 min 51 s 307 |
| Račice    | Volha Khudzenka / Maryna Paltaran   | 1 min 44 s 757 |
| Duisbourg | Franziska Weber / Tina Dietze       | 1 min 40 s 590 |
| Szeged    | Yvonne Schuring / Viktoria Schwarz  | 1 min 37 s 071 |

### K4 - 500 m
| Étapes    | Femmes                                                              | Femmes         |
| Étapes    | Vainqueur                                                           | Temps          |
| Poznań    | Iryna Pamialova / Nadzeya Papok / Volha Khudzenka / Maryna Paltaran | 1 min 38 s 876 |
| Račice    | Iryna Pamialova / Nadzeya Papok / Volha Khudzenka / Maryna Paltaran | 1 min 33 s 524 |
| Duisbourg |                                                                     | 1 min 34 s 086 |
| Szeged    | Gabriella Szabó / Danuta Kozák / Katalin Kovács / Dalma Benedek     | 1 min 36 s 339 |

### K1 - 1000 m
| Étapes    | Hommes              | Hommes         |
| Étapes    | Vainqueur           | Temps          |
| Poznań    | Aleh Yurenia        | 3 min 41 s 865 |
| Račice    | René Holten Poulsen | 3 min 29 s 220 |
| Duisbourg | René Holten Poulsen | 3 min 27 s 171 |
| Szeged    | Adam van Koeverden  | 3 min 36 s 194 |

### K2 - 1000 m
| Étapes    | Hommes                             | Hommes         |
| Étapes    | Vainqueur                          | Temps          |
| Poznań    | Fernando Pimenta / Joao Ribeiro    | 3 min 26 s 888 |
| Račice    | Vitaly Yurchenko / Vasily Pogreban | 3 min 15 s 241 |
| Duisbourg | Lhle / Hollstein                   | 3 min 12 s 836 |
| Szeged    | Peter Gelle / Erik Vlček           | 3 min 50 s 626 |

### K4 - 1000 m
| Étapes    | Hommes                                                                                     | Hommes         |
| Étapes    | Vainqueur                                                                                  | Temps          |
| Poznań    | Fernando Pimenta / Joao Ribeiro / Emanuel Silva / David Fernandes                          | 3 min 08 s 888 |
| Račice    | Paveldzvedzeu Miadzvedzeu / Stanislau Strelchanka / Siarhei Findziukevich / Vitaliy Bialko | 2 min 55 s 896 |
| Duisbourg |                                                                                            | 2 min 52 s 109 |
| Szeged    | Norman Bröckl / Robert Gleinert / Max Hoff / Paul Mittelstedt                              | 2 min 47 s 734 |

### C1 - 1000 m
| Étapes    | Hommes            | Hommes         |
| Étapes    | Vainqueur         | Temps          |
| Poznań    | Vadim Menkov      | 4 min 12 s 409 |
| Račice    | Mark Oldershaw    | 3 min 53 s 177 |
| Duisbourg | Sebastian Brendel | 3 min 50 s 943 |
| Szeged    | Attila Vajda      | 4 min 04 s 749 |

### C2 - 1000 m
| Étapes    | Hommes                              | Hommes         |
| Étapes    | Vainqueur                           | Temps          |
| Poznań    | Sergey Bezugliy / Maksim Prokopenko | 3 min 49 s 207 |
| Račice    | Victor Melantyev / Nikolay Lipkin   | 3 min 39 s 652 |
| Duisbourg | Victor Melantyev / Nikolay Lipkin   | 3 min 33 s 629 |
| Szeged    | Stefan Holtz / Tomasz Wylenzek      | 3 min 31 s 070 |

## Classement final

### Kayak
| Rang | Nom                | Points |
| ---- | ------------------ | ------ |
| 1    | Edward McKeever    | 28     |
| 1    | Piotr Siemionowski | 28     |
| 3    | Eirik Verås Larsen | 26     |
| 4    | Adam van Koeverden | 24     |
| 4    | Aleh Yurenia       | 24     |

| Rang | Nom                    | Points |
| ---- | ---------------------- | ------ |
| 1    | Nicole Reinhardt       | 44     |
| 2    | Alana Nicholls         | 39.5   |
| 3    | Inna Osypenko-Radomska | 26     |
| 4    | Teresa Portela         | 25     |
| 5    | Lisa Carrington        | 20     |

### Canoë
| Rang | Nom                 | Points |
| ---- | ------------------- | ------ |
| 1    | Sebastian Brendel   | 31     |
| 2    | Ivan Shtyl          | 28     |
| 3    | Vadim Menkov        | 25     |
| 4    | Valentin Demyanenko | 24     |
| 5    | Mark Oldershaw      | 23     |

### Par équipes
| Rang | Nom         | Points |
| ---- | ----------- | ------ |
| 1    | Allemagne   | 123    |
| 2    | Biélorussie | 110    |
| 3    | Russie      | 91     |
| 4    | Royaume-Uni | 67     |
| 5    | France      | 66     |